# الجامعة التقنية البيلاروسية الوطنية
الجامعة التقنية البيلاروسية الوطنية (بالإنجليزية: Belarusian National Technical University)‏ هي جامعة، تأسست في 1919، في روسيا البيضاء.